# 霍普夫纤维化
在拓扑学中，霍普夫纖維化（Hopf fibration，亦称霍普夫纖維丛）是最早提出的纤维化，其中的纤维是圆圈（1-球面，S1），基空间是三维空间中的球面（2-球面，S2），而全空间是四维空间中的超球面（3-球面，S3）。容易验证，它是非平凡的。即全空间S3与积空间S1×S2不是拓扑同构的。

## 解释
运用基本的拓扑学语言，霍普夫纤维化可以解释为一个连续满射（称为投影）{\displaystyle \pi :S^{3}\rightarrow S^{2}}，使得
{\displaystyle \forall x\in S^{2}}，{\displaystyle \pi ^{-1}(x)}（x在映射π下的原像，称为纤维）与 {\displaystyle S^{1}} 同胚；
首先注意到，π是一个映射，这就意味着，任意两个纤维是不交集，且所有的纤维的并等于全空间S3，于是所有的纤维是S3的一个划分。通俗地说，霍普夫纖維化描述了用圆圈来填满S3的一种方式，其中每个圆圈对应S2里面的一个点。
上面的条件还不足以使它成为一个纤维化，后者需要更强的条件，
{\displaystyle \forall x\in S^{2}}，存在 x 的一个邻域 U(x)，使得 {\displaystyle \pi ^{-1}(U(x))} 与 {\displaystyle S^{1}\times U(x)} 同胚；
这个条件意味着，全空间S3与积空间S1×S2在局部的拓扑性质上是不可区分的。如果全空间与积空间在整体的拓扑性质上也不可区分（即两者同胚），则这个纤维化就是平凡的纤维化，例子如切丛。全空间与积空间的局部等价性又称为局部平凡条件。霍普夫纤维化的重要性在于它是第一个非平凡纤维丛的例子，并且为纤维丛等数学概念的定义提供了模型基础。

## 记号
上面描述的霍普夫纤维化可以记作：
{\displaystyle S^{1}\hookrightarrow S^{3}{\xrightarrow {\ \pi \,}}S^{2}.}

## 主丛
S3中的元素在四元数乘法下形成一个群G。给定一个纤维化之后，S3中对应于包含单位元的那个S1纤维的元素自然地构成了G的一个子群H。现在考虑这个子群H中的元素对G中元素的右乘，它自然地构成了S3的一个自同构，这个自同构保持了纤维不变，即把纤维映射为纤维。
霍普夫纤维化给出了S3上的纤维用S2中的元素来进行参数化的一种方式。现在，我们说霍普夫纤维丛是一个主H-丛，意味着用H中的元素对S3进行变换后，我们仍然可以采用相同的参数化（即相同的映射π），唯一不同的，是每条纤维到S1的同胚映射变为了另一个同胚映射。

## 拓展
上面提到的霍普夫纤维化是最早的霍普夫纤维化，有时也用这个词来指代更广泛的一类纤维丛。注意到前述纤维丛中涉及的三个超球面分别与复数域上的一些结构同胚（参见复射影直线）：
{\displaystyle S^{3}{\text{ and }}S^{2}(\mathbb {C} ),S^{1}{\text{ and }}S^{0}(\mathbb {C} ),S^{2}{\text{ and }}\mathbb {CP} ^{1}}
一个很自然的拓展是把上面的复数域换成实数或超复数，与实数、复数、四元数、八元数对应的霍普夫丛用上面的记号分别表为：
{\displaystyle S^{0}\hookrightarrow S^{1}\rightarrow S^{1},}
{\displaystyle S^{1}\hookrightarrow S^{3}\rightarrow S^{2},}
{\displaystyle S^{3}\hookrightarrow S^{7}\rightarrow S^{4},}
{\displaystyle S^{7}\hookrightarrow S^{15}\rightarrow S^{8}.}
同伦论的研究表明，霍普夫丛只有上面四个，它们都不是平凡丛。

## 演示
在计算机图形影片 Dimensions 的第7、8章中提供了关于霍普夫纖維化的演示，也就是给出一个具体的π的构造方式。该演示中涉及到更多的概念，如Villarceau circles。